# Епархијска тела
Епархијска тела представљају део црквено-јерархијске и црквено-самоуправне власти према територијалној и административној подели.
Према Уставу Српске православне цркве, црквено уређење је изведено на црквено-јерархијским телима и црквено-самоуправној основи (чл. 7 ЦУ ). Црквено-јерархијска тела сачињавају само црквено-јерархијска лица: епископи, свештеници и свештеномонаси.
По прописима Устава (чл. 9) црквено-самуправних тела има више. Ако се узме у обзир територијална и административна подела власти сва црквено-јерархијска и црквено-самоуправна тела су концентрисана у три групе: централна патријаршијска, епархијска и црквено-општинска тела.